# Joe Orewa
Joe Orewa est un boxeur kényan né le 12 juin 1960 à Agbor.

## Carrière
Joe Orewa est médaillé de bronze dans la catégorie des poids mi-mouches aux championnats d'Afrique de boxe amateur 1979 à Benghazi, puis remporte la médaille d'or dans la catégorie des poids coqs aux  Jeux du Commonwealth de 1982 à Brisbane. 
Il dispute les Jeux olympiques d'été de 1984 à Los Angeles dans la catégorie des poids coqs. Après avoir éliminé au deuxième tour le Thaïlandais Wanchai Pongsri (en), il est éliminé au troisième tour par le Mexicain Héctor López. 